# Troglodyte (téléfilm)
Série Maneater
La Malédiction de Beaver Mills
(31 janvier 2009) Les Sables de l'enfer
(11 juillet 2009)
Pour plus de détails, voir Fiche technique et Distribution.
Troglodyte ou Carnage en haute mer (Sea Beast) est un téléfilm d'horreur américain réalisé par Paul Ziller et diffusé le 30 juin 2008 sur Sci Fi Channel. Il s'agit du seizième film de la collection Maneater series sur Syfy.

## Synopsis
Will McKenna est témoin de la disparition d'un de ses pêcheurs sur son chalutier, le Solita, lors d'une tempête en mer. Il est persuadé d'avoir vu un monstre attraper son ami et l'emmener avec lui. De retour au port, il informe les autorités de ce qui s'est passé mais personne ne le croit. Une spécialiste de la faune sous-marine, Arden, fait son apparition dans le village portuaire pour effectuer des recherches sur la disparition des poissons. Il apparaît bien vite que le monstre qui a tué l'un des hommes de Will vient sur la terre ferme à la recherche de chair fraîche mais il n'est pas seul, ils sont même plusieurs à la recherche de nourriture.

## Fiche technique
- Titre français : Carnage en haute mer
- Titre original : Troglodyte
- Titre alternatif : Sea Beast
- Réalisation : Paul Ziller
- Scénario : Neil Elman et Paul Ziller
- Production : Olivier De Caigny, Lisa M. Hansen, Breanne Hartley, Paul Hertzberg, Lindsay Macadam, Shannon MacA'Nulty, John Prince, Kirk Shaw et Peter Von Gal
- Musique : Chuck Cirino
- Photographie : Mahlon Todd Williams
- Montage : Gordon Williams
- Distribution : Candice Elzinga
- Décors : Troy Hansen
- Costumes : Allisa Swanson
- Effets spéciaux visuels : Kevin Little et Ryan Jensen
- Pays d'origine :  États-Unis
- Compagnie de production : The Sci-Fi Channel, Insight Film Studios, CineTel Films, NBC Universal Television
- Compagnie de distribution : The Sci-Fi Channel
- Format : Couleurs - 1.66:1 - Dolby Digital - 35 mm
- Genre : Horreur
- Durée : 90 minutes
- Date de sortie : 30 juin 2008 (Sci Fi Channel)
- interdit aux moins de 12 ans

## Distribution
- Corin Nemec : Will McKenna
- Miriam McDonald : Carly McKenna
- Daniel Wisler (en) : Danny
- Camille Sullivan : Arden
- Gwynyth Walsh : Barbara
- Brent Stait : Ben
- Gary Hudson (en) : Sherif Jay McKenna
- Christie Laing : Erin
- Brandon Jay McLaren : Drew
- Douglas Chapman : Joey
- Roman Podhora : Roy

## DVD
En France, le film est sorti en DVD Keep Case sous le titre Sea Attack le 3 mai 2011 chez Zylo au format 1.77:1 panoramique 16/9 en français, sans bonus et sans sous-titres. (ASIN B004QJLCNK)